# Senonchamps
Senonchamps is een plaats in het uiterste westen van de Belgische gemeente Bastenaken in de provincie Luxemburg in het Waalse Gewest. De plaats ligt tegenover Bastenaken ten opzichte van het knooppunt van de belangrijke wegen N4 en de A26/E25.

## Geschiedenis
Senonchamps was afhankelijk van Mande-Sainte-Marie, dat in 1823 bij Sibret kwam. Bij de gemeentelijke fusies van 1977 werd Sibret een deelgemeente van fusiegemeente Vaux-sur-Sûre, waarbij Senonchamps en het gehucht Isle-le-Pré werden overgeheveld naar de gemeente Bastenaken.

## Bezienswaardigheden
- De Église Saint-Remacle

Deelgemeenten: Bastenaken · Bertogne ·Flamierge ·Longchamps · Longvilly · Noville · Villers-la-Bonne-Eau · Wardin

Overige dorpen: Al-Hez · Arloncourt · Benonchamps · Berhain · Bethomont · Bizory · Bourcy · Bras · Champs · Cobru · Compogne · Fagnoux · Fays · Flamisoul · Foy · Frenet · Gives · Givroulle · Givry · Hardigny · Harzy · Hemroulle · Horritine · Isle-la-Hesse · Isle-le-Pré · Livarchamps · Losange · Lutrebois · Lutremange · Luzery · Mande-Saint-Étienne · Mageret · Marenwez · Marvie · Michamps · Moinet · Monaville · Mont · Neffe · Oubourcy · Rachamps · Recogne · Remoifosse · Rolley · Rouette · Roumont · Salle · Savy · Senonchamps · Troismont · Tronle · Vaux · Wicourt · Wigny · Withimont

Belgische gemeenten · Arrondissement Aarlen · Luxemburg · Wallonië